# Call of Cthulhu: Dark Corners of the Earth
Call of Cthulhu: Dark Corners of the Earth (укр. Поклик Ктулху: Темні закутки Землі) — відеогра жанру survival horror / FPS з елементами квесту, розроблена Headfirst Productions і видана Bethesda Softworks і 2K Games для PC та Xbox. Вона створена за «Міфами Ктулху» Говарда Лавкрафта і його послідовників та поєднує мотиви багатьох їхніх творів.
Планувалося випустити два продовження гри, які були скасовані через банкрутство розробників. Також Dark Corners of the Earth розроблялася і для PlayStation 2, але так само була скасована.

## Ігровий процес
Гравець виступає в ролі детектива Джека Волтерса. Впродовж гри зустрічаються як перестрілки з противниками, так і приховане переміщення, вирішення загадок та збір доказів. Такі елементи інтерфейсу як показник здоров'я чи міні-карта відсутні. До того ж, крім фізичного здоров'я, гра реалізовує психічне. В стресових ситуаціях і при спостереженні жахаючих сцен психіка героя порушується, з'являються зорові й слухові галюцинації, порушення зору, уповільнення сприйняття тощо. Джек може в підсумку остаточно збожеволіти чи вчинити самогубство.
Від поранень головний герой втрачає кров, що спричиняє погіршення загального стану. Різні травми вимагають різної обробки: забинтовування, вживання протиотрути, накладання шин. Перелом ноги зменшує швидкість ходьби; переломи обох ніг зменшують її ще сильніше; переломи рук сильно впливають на точність стрільби. Приблизний стан героя можна оцінити за диханням, серцебиттям, сприйняттям оточення.
Збереження відбувається в спеціальних місцях, помічених малюнком ока. Малюнок ока в пентаграмі (знак Старших богів) додатково відлякує ворогів. Гра не використовує внутрішньоігрове відео, натомість є ролики на рушієві гри, стилізовані під стару кіноплівку. Герой коментує багато своїх дій, наприклад, здогадки, знахідки предметів, переляк.
Досить довго гравцеві недоступно жодної зброї. Пізніше з'являються ломик, ніж, Кольт М1911, револьвер, рушниця, гвинтівка Спрінгфілд 1903, пістолет-кулемет Томпсона та енергетична зброя стародавньої цивілізації. Кожна вогнепальна зброя має окремий тип набоїв.

## Сюжет
Гра починається 1922 року в психіатричній лікарні, де Джек Волтерс намагається вчинити самогубство. Дія переноситься у вересень 1915 року, коли Джек, бувши детективом, займався справою загадкового братства Йіт у Массачусетсі, яке непокоїть місцевих жителів. Нещодавно в будинку братства чули постріли, але говорити згоден тільки якийсь Віктор Хольт і тільки з Джеком, якого звідкись знає. Починається перестрілка, Волтерс проникає в будинок, де розуміє, що братство слідкувало за ним і спонукало прийти у це місце. В підвалі він знаходить дивні пристрої, які з цікавості вмикає.
Волтерс отямлюється тільки в 1921 році та виявляє, що не пам'ятає нічого за останні роки. Як з'ясовується, його знайшли в підвалі поліцейські, але Джек сильно змінився і спочатку був поміщений у божевільню, але був звідти відпущений, оскільки не становив загрози. Наступні роки він провів у подорожах та читанні окультних книг. Лише пів року тому пам'ять стала повертатися і він став таким, яким був до спуску в підвал.
6 лютого 1922 Джек Волтерс отримує завдання з'ясувати обставини пограбування магазину в портовому місті Іннсмаут та зникнення якогось Браяна Бернама. Приїхавши в Іннсмаут, населений похмурими неговіркими жителями, Волтерс пробує щось дізнатися, але стикається з протидією місцевої поліції. Все ж він з'ясовує, що місто знаходиться під контролем «Таємного Ордену Дагона», а перед зникненням Бернам планував пограбування магазину, щоб на вкрадені гроші втекти з міста з дівчиною Рут Біллінгем. При подальшому розслідуванні Джек мимоволі стає винуватцем смерті маленької дівчинки, Рамонініх Вейтс. Розслідування Волтерса привертають увагу Ордена, і Джек змушений рятуватися втечею. Він добирається до міської в'язниці, де, як він дізнався, міститься нібито зниклий Браян, якого Орден має намір принести в жертву. Визволивши Браяна з в'язниці, Волтерс вирушає на пошуки Рут. Разом всі троє тікають з міста на викраденій вантажівці, але до моста добирається тільки Джек, інші ж гинуть дорогою через переслідувачів.
Джека підбирають агенти бюро розслідувань на чолі з Едгаром Гувером, які здійснюють рейд на золотоочисну фабрику тутешнього сімейства Маршів, яка, на його думку, виробляє куди більше золота, ніж можна добути з закуповуваної руди. Волтерсу доводиться приєднатися до рейду. Він навіть рятує Гувера від вірної смерті в руках сина господаря фабрики, Джейкоба Марша. Однак гонитва за Маршем обертається для Джека кошмаром — зустріччю з чудовиськом Шогготом. Волтерсу вдається знищити чудовисько потужним вибухом газу. Тим часом агенти Гувера мінують будівлю, і Джек ледве встигає врятуватися від нового вибуху, який руйнує всю фабрику.
Гувер вводить в Іннсмауті воєнний стан, але Орден тримає оборону в колишній масонській ложі. Спроби зламати головні ворота закінчуються божевіллям нападників. Волтерс приєднується до групи солдатів, які намагаються проникнути в будівлю через старий тунель. У цьому тунелі Джек зустрічає потвору, яку вдається знищити тільки за допомогою вогнемета. Визволивши з місцевої в'язниці полоненого агента ФБР, Волтерс проникає в святилище Ордену, де витримує сутичку з двома чаклунами, підручними Роберта Марша. При гонитві за Маршем крізь тунель підлога провалюється і Джек падає у воду.
Детектива підбирають матроси військового катера «Уранія», який пливе на Риф Диявола за завданням, відомим тільки капітану. Незабаром після порятунку Волтерса корабель потрапляє під атаку десятків Глибоководних — напів-риб, напів-людей. Відбивши напад, команда потрапляє в бурю, надто раптову і сильну, щоб бути природною. Незважаючи на хитавицю, Джек знищує чаклунів на Рифі Диявола, які викликали бурю, за допомогою носової гармати «Уранії». Волтерс залишається єдиним вцілілим, коли з моря піднімається божество Глибоководних — Дагон. Його вдається розстріляти з гармати, але Дагон під кінець перекидає корабель і хвилі викидають детектива на Риф Диявола.
Риф рясніє пастками і слідами частих людських жертвопринесень. Тут Джек знаходить докази того, що жителі Іннсмаута — гібриди людей з Глибоководними. Волтерс знаходить таємну печеру, крізь яку потрапляє в підводне місто Глибоководних.
Місто атакують торпедами, але магічний захист робить його невразливим. Просунувшись углиб міста, Джек потрапляє у полон, звідки тікає завдяки своїй кмітливості. Пізніше Волтерс зустрічається з Робертом Маршем і вбиває його, озброєний одним тільки ножем. Після довгих блукань Джек знаходить і активовує пристрій, за допомогою якого здобуває надзвичайно потужну енергетичну зброю. Незабаром після цього Волтерсу доводиться битися з летючими поліпами, що живуть у величезній запечатаній печері. Одним з останніх випробувань стає зустріч з володаркою Глибоководних, самою Матір'ю Гідрою, заклинання якої і захищає місто від торпед. Після смерті Гідри місто руйнується під вибухами торпед. Волтерс рятується за допомогою пристрою, що переносить на поверхню.
Всі ці події повертають Волтерсу пам'ять про те, що минулі шість років він знаходився в тілі представника Великої раси Йіт, в той час як свідомість цієї істоти була поміщена в його людське тіло. Таким чином пригадані пригоди здійснював не він, а чужинська істота, що керувала ним. Це стає останнім кроком до божевілля. Волтерса поміщають в психіатричну клініку Аркгему, де він успішно здійснює самогубство, показане на початку. В його передсмертній записці сказано, що він зустрівся з тим, що ховається в найтемніших закутках Землі, та усвідомив мізерність себе і людства перед цими силами.

## Розробка
Розробка гри почалося в серпні 1999 з обговорення на порталі Usenet, де було запропоновано створити відеогру за мотивами творчості Говарда Лавкрафта. Дизайнер Headfirst Production Ендрю Брейзіер (Andrew Brazier) виділив із запропонованих ідей найцікавіші. Команда Headfirst Production взялася до роботи, придумавши піджанр First Person Horror Adventure Shooter для майбутньої гри і згодом виклала скріншоти своїх напрацювань.
Початково гра задумувалася для PC і PlayStation 2, перед виставкою E3 2001 повідомлялося про її готовність на 70 %. Проте наступного року очікуваний видавець Fishtank Interactive був поглинений компанією JoWood, яка не була зацікавлена у фінансуванні проекту. Студії Headfirst Productions довелося шукати нового спонсора, яким стала Bethesda Softworks. В результаті версія для PlayStation 2 була скасована, натомість гра мала вийти на Xbox.
В ранній концепції гра мала нелінійний сюжет, більшу кількість персонажів і локацій. Розробники задумали ввести кооперативний режим до чотирьох гравців, в якому кожен персонаж мав допомагати іншим.
Остаточною назвою було затверджено Call of Cthulhu: Dark Corners of the Earth і гра вийшла в жовтні 2005 року на Xbox, та у березні 2006 для ПК. Попри високі оцінки в пресі Dark Corners of the Earth не отримала тоді значного комерційного успіху, і Headfirst Productions збанкрутувала, нікому не передавши права на розробку продовжень.

## Оцінки й відгуки
| Агрегатор  | Оцінка                  |
| ---------- | ----------------------- |
| Metacritic | XBOX: 77/100 PC: 76/100 |

| Видання  | Оцінка |
| -------- | ------ |
| GameSpot | 7.9/10 |
| GameSpy  | [ 12 ] |
| GameZone | 7.9/10 |
| IGN      | 7.8/10 |
| TeamXbox | 8.1/10 |

Call of Cthulhu: Dark Corners of the Earth зібрала переважно схвальні відгуки критиків, отримавши на агрегаторі Metacritic середню оцінку в 76/100 для ПК і 77/100 для Xbox.
Згідно IGN, гра «блискуче вдала в деяких місцях» і «чудово використовує вихідний матеріал», що спонукає гравців «приймати певну реалістичну відповідальність за свого персонажа» завдяки системі психічного стану та відсутності інтерфейсу, проте деяких гравців напевне змусить «прогнутися під складною сутністю гри».
Ґреґ Касавін з GameSpot відгукнувся, що «густа, тривожна атмосфера наповнює цю амбітну пригоду від першої особи, яка компенсує деякі розчаровуючі моменти та застарілу графіку великою кількістю дрижаків, різноманітністю та оригінальністю».
Коул Сміт з Cheat Code Central назвав гру «однією з найкращих адаптацій книги в гру взагалі», котра «повна поворотів, рішень і неймовірно вражаючих страшних несподіванок. Вона отримала чудову атмосферу, що складається з темної та зернистої, пробираючих звукових ефектів та неймовірного химерного сюжету, зроблених належним чином, так що підривають впевненість у реальності, жахаючи та руйнуючи ваш досвід».
Аллен Рауш з GameSpy писав, що «цей зріз лавкрафтіанської Америки вартий приділеного часу» та що «попри випадкові помилки, Call of Cthulhu: Dark Corners of the Earth більше, ніж гідна данина її літературному натхненнику».
Мет'ю Фішер з Team Xbox відгукнувся: «захопливий досвід цього тайтлу новий та унікальний для Xbox, більший за просто бажану новинку. Чи вартувало його чекати? Цілковито».

## Невипущені продовження
Під час розробки Call of Cthulhu: Dark Corners of the Earth, 13 травня 2005 компанією Hip Games було анонсоване продовження Call of Cthulhu: Destiny's End. Дія гри повинна була відбуватися в Іннсмауті через 80 років після рейду уряду 1928, тобто, в наші часи. Трейлер показував головних героїв — Емілі і Джейкоба, які натрапляють на зібрання людиноподібних потвор, які починають переслідувати їх, заганяючи на маяк. Геймплей гри мав відрізнятися від першої частини, роблячи гру шутером зі зміною персонажа. Hip Interactive збанкрутувала, Headfirst Productions закрилася і розробка гри припинилася.
Готувалася також гра Call of Cthulhu: Tainted Legacy, події якої так само розгорталися б в Іннсмауті. Головними персонажами гри мали бути Медлін Волтерс, правнучка Джека Волтерса, і її зведений брат Джошуа. Її матеріали пізніше використовувалися в Destiny's End.
Паралельно розроблялася Call of Cthulhu: Beyond the Mountains of Madness, анонсована в 2002, що мала стати ігровою адаптацією повісті Говарда Лавкрафта «На стрімчаках божевілля». Була оголошена можливість проходження без вступу в сутички з чудовиськами.